# IC 2894
IC 2894 је спирална галаксија у сазвјежђу Лав која се налази на листи објеката дубоког неба у Индекс каталогу.
Деклинација објекта је + 13° 14' 6" а ректасцензија 11h 30m 57,4s. Привидна величина (магнитуда) објекта IC 2894 износи 14,6 а фотографска магнитуда 15,4. IC 2894 је још познат и под ознакама CGCG 67-96, PGC 35493.